# Милославський Кирило Євгенович

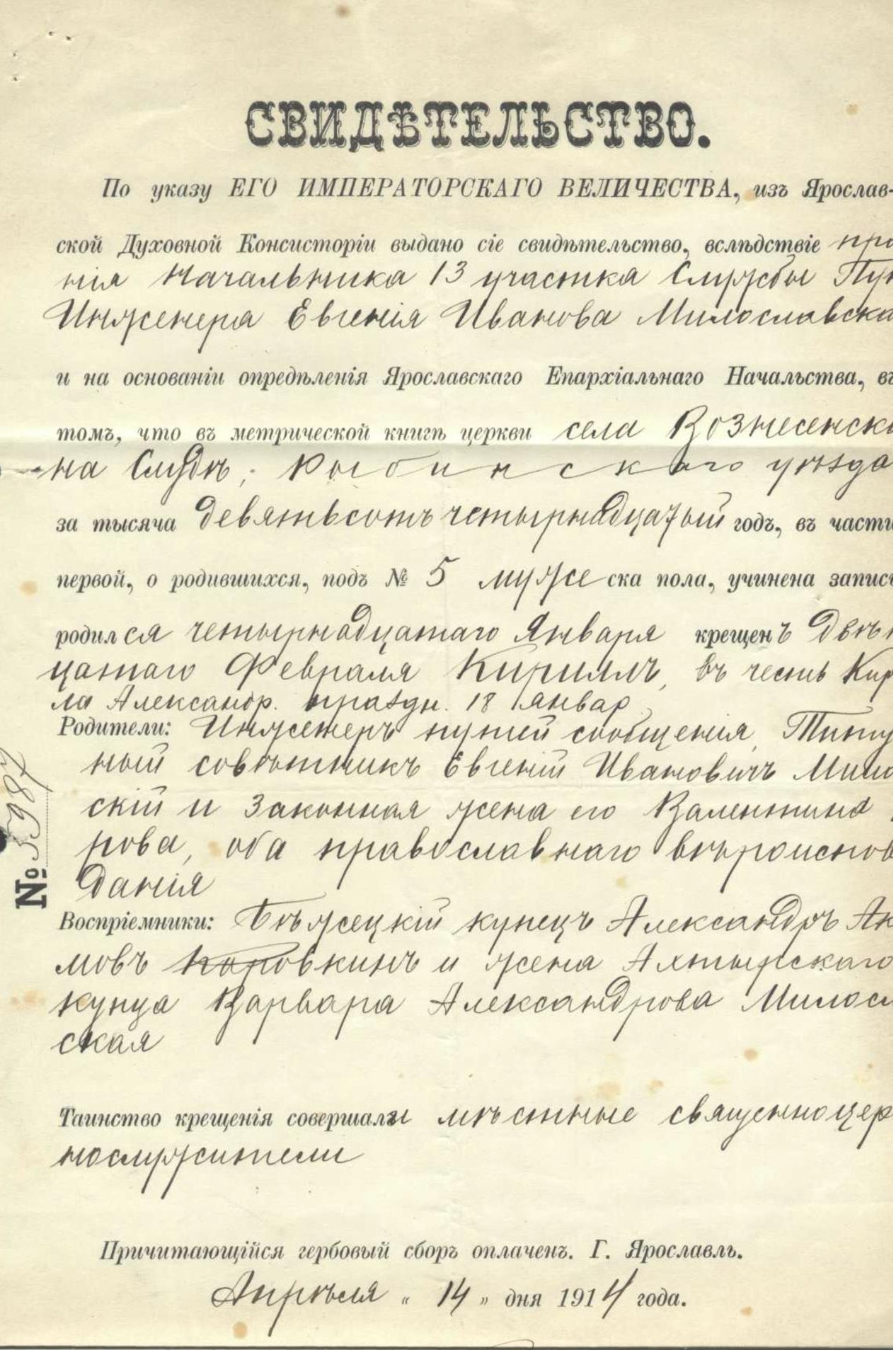
Свідоцтво про народження К. Є. Милославського. Сканограма DKM med.Архів родини Милославських.

Милославський Кирило Євгенович (14 (27) січня 1914 року, село Вознесенське, Рибінського повіту Ярославської губернії Російської імперії — 13 лютого 1975 року, Харків, УРСР) — український радянський вчений, інженер-дослідник, фізик-магнітолог, кандидат технічних наук (1943), доцент (1946), викладач. Співавтор і упорядник 5 книг з історії українського оперного театру та щодо видатних українських співаків.

## Біографія
Син професора Є. І. Милославського, онук міського голови м. Охтирки Харківської губернії Милославського Івана Миколайовича  (1853—1918?). Народився за місцем служби батька — інженера шляхів сполучення Милославського Є. І. та його дружини В. П. Коротенко. З 1921 року родина мешкає у Харкові. Закінчив середню школу у 1929 році. Закінчив фізико-механічний факультет Харківського механіко-машинобудівного інституту (нині — НТУ «Харківський політехнічний інститут») (1930—1935). У 1931 році при цьому закладі закінчив 4-й курс робфаку. Навчався на паралельних курсах з майбутнім академіком Є. М. Ліфшицем, слухав лекції академіка Л. Д. Ландау. Учень професорів Штейнберга Д. С. та Синельникова К. Д. Працював лаборантом в Українському фізико-технічному інституті (УФТІ) (1934-35 рр.), молодшим науковим співробітником у Українському НДІ метрології (нині ННЦ «Інститут метрології»), Харків (1935 р). У 1936-39 рр. навчався в аспірантурі у Всесоюзному НДІ метрології (м. Ленінград) (нині- Всеросійський науково-дослідний інститут метрології імені Д. І. Менделєєва), під керівництвом професорів Є. Г. Шрамкова та Б. М. Яновського захистив кандидатську дисертацію (1943). В роки II Світової війни працював інженером Центральної Лабораторії Ленінградського (Кіровського) тракторного заводу, згодом старшим інженером Челябінського тракторного заводу, брав участь у вдосконаленні методів магнітної дефектоскопії деталей танків та тракторів.

## Науково-педагогічна діяльність
Педагогічну діяльність розпочав як старший викладач кафедри електротехніки Челябінського механіко-машинобудівного інституту (1944-46 рр.) (нині Південно — Уральский державний університет), був доцентом кафедри фізики на факультеті колісно-гусеничних машин інституту механізації та електрифікації сільського господарства (нині Південно-Уральський державний аграрний університет) (м. Челябінськ).
Після повернення до Харкова — доцент кафедри фізики Харківського автодорожного інституту (нині-Харківський національний автомобільно-дорожний університет (ХАДІ, ХНАДУ) (1946—1949), згодом її завідувач (1949—1957). З 1958 по 1975 рр. — вчений секретар Інституту радіофізики та електроніки (ІРЕ) АН УРСР (нині- Інститут радіофізики та електроніки імені О. Я. Усикова НАН України), відповідав за роботу з аспірантами та представлення наукових звітів до АН УРСР. Автор друкованих наукових праць в галузі магнетизму та історії фізики. Працював з відомими вченими академіками, такими як А. О. Слуцкін, О. Я. Усиков, С. Я. Брауде, Б. І. Вєркін, В. П. Шестопалов.
Закінчив Вечірній Університет марксизму-ленінізму при Харківському міськкомі КП (б) України (1949-1951), з березня 1952 року член ВКП (б). Секретар Вченої Ради ХАДІ (1950—1955), вчений секретар Харківської філії Товариства радіоелектроніки та радіозв'язку СРСР імені О. С. Попова (1949—1954). Лектор Товариства «Знання» та Центрального Лекторію в Харкові.

## Музикально-театральні уподобання
Вніс значний вклад у розвиток музично-театрального життя Харкова і Слобожанщини як театрознавець. За життя зібрав чималу колекцію світлин і листівок співаків і артистів, в тому числі з дарчими надписами, платівок, книжок з музики і театру. Співак і акомпаніатор-аматор. Вільно володів французькою мовою. Наприкінці 20-х років минулого сторіччя кумирами юного меломана стало подружжя співаків Харківської столичної державної опери: мецо-сопрано Копйова К.М. (1895-1930) та баритон Будневич В. Г. (1889-1957), творчості яких Кирило Милославський присвятив декілька своїх альбомів (літературне джерело № 8). Співавтор 4 книг  з історії оперного музичного театру, останні дві вийшли вже після смерті К.Є. Милославського: «Харківський державний театр опери та  балету імені М. В. Лисенка» (нині Харківський національний академічний театр опери та  балету імені М. В. Лисенка) (1965)- у співавторстві з П. О. Івановським та Г. В. Штоль, українською), «Іван Алчевський» (1972- у співавторстві з П. О. Івановським російською,1980- у співавторстві з І. М. Лисенком українською), героїчного тенора Ю. С. Кипоренка-Доманського (1987- у співавторстві з П. О. Івановським українською), статей у словниках щодо українських співаків та у місцевій пресі. Упорядник репертуару співака та літератури в книзі О. А. Грошевої «Іван Сергійович Паторжинський»(1976). Спілкувався та був у дружбі з відомими співаками С. Я. Лемешевим, М. К. Печковським, І. С. Паторжинським, В. М. Гужовою, К. Г. Шашою, поетом Л. С. Татаренком, музикознавцями О. О. Грошевою, І. М. Лисенком, О. С. Чишком, нащадками родин Алчевських та Бекетових. Плідно співпрацював з Будинком-музеєм М. Ю. Лермонтова у м. П'ятигорську та Харківською спеціалізованою музично-театральною бібліотекою К. С. Станіславського.

## Нагороди
- медаль «За доблесну працю у Великій Вітчизняній війні» (1946)
- ювілейний знак до 100-річчя з народження винахідника радіо О. С. Попова (1959).

Помер 13 лютого 1975 року за трагічних обставин. Похований на Міському кладовищі № 2 (Харків) поруч з батьком.

## Пам'ять
В різні роки спогади щодо К. Є. Милославського надрукували доктор мистецтвознавства О. І. Чепалов, київський мистецтвознавець І. М. Лисенко, нащадки персоналії. Газета «Вечірній Харків» опублікувала статтю «Харьковский ученый ввел в заблуждение французов» Олени Ковальської. На честь 100-річного ювілею Кирила Милославського, 25 січня 2014 року до 17.00, в Харківській міській спеціалізованій музично-театральній бібліотеці імені К. С. Станіславського, у якій він неодноразово виступав з доповідями, пройшов вечір пам'яті «Вчений, закоханий в музику». У 2019 році виповнилось 105 років  з народження К. Є. Милославського і пройшов пам'ятний вечір в Музеї видатних харків'ян ім. К. І. Шульженко (22.11.2019). Цього року інформація щодо К. Є. Милославського з'явилась на сторінках віртуальної виставки в  бібліотеці його alma mater " Інженери -політехники 30–50-х років".

## Публікації
Наукові публікації К. Є. Милославського:
1. Милославский К. Е. [в соавт.] Контроль при помощи коэрцитиметра глубины цементации и качества термической обработки / М. Н. Михеев, Зимнев П. И., К. Е. Милославский // Вестник машиностроения.— 1945. — № 6/7. — С. 70-75.(російською), посилання № 17 URL: https://www.dissercat.com/content/kompyuterizirovannyi-magnitno-izmeritelnyi-kompleks-i-ego-primenenie-dlya-otsenki-kachestva- [Архівовано 7 червня 2021 у Wayback Machine.]
2. Милославский К. Е. Магнитная дисперсия в ферромагнетиках в диапазоне микрорадиоволн // Сборник научных трудов ХАДИ № 11. —1951. — С.145-165 (російською)
3. Милославский К. Е. Юбилейная научная сессия в г. Харькове / К. Е. Милославский //ИЗВЕСТИЯ ВЫСШИХ УЧЕБНЫХ ЗАВЕДЕНИЙ. РАДИОЭЛЕКТРОНИКА.— Том 2. — № 6.— 1959.— С. 754—755. URL: http://radio.kpi.ua/article/view/S002134701959060164 [Архівовано 2 червня 2021 у Wayback Machine.] (російською)

Музикознавчі публікації К. Є. Милославського:
1. Милославський К. Є., Івановський П. О., Штоль, Г. В. Харківський державний театр опери та  балету імені М. В. Лисенка. — К.:, Мистецтво, 1965. —133 с. URL: https://www.worldcat.org/title/kharkivskyi-derzhavnyi-akademichnyi-teatr-opery-ta-baletu-im-mv-lisenka/oclc/19476292 [Архівовано 3 червня 2021 у Wayback Machine.]
2. Милославский К. Е. [в соавт.] Иван Алчевский / П. Ивановский, К. Милославский; Предисл. засл. деят. иск. РСФСР и УзССР О. С. Чишко.— М.: Сов. композитор, 1972.— 126 с. URL:  https://www.worldcat.org/title/ivan-alchevskii/oclc/977883180 [Архівовано 9 липня 2021 у Wayback Machine.]
3. Милославський, К. Є.  [у співавт.] // Іван Алчевський: Спогади. Матеріали. Листування / Вступ. стаття "Велетень оперної сцени" , упорядкування і примітки  І. Лисенка, К. Милославського.— К.: Муз. Укр., 1980. — 294 с. URL: https://www.worldcat.org/title/ivan-alchevskyi-spohady-materialy-lystuvannia/oclc/7554384 [Архівовано 9 липня 2021 у Wayback Machine.]
4. Милославський, К. Є. [у співавт.] Юрій Кипоренко-Доманський /  Івановський П. О., Милославський К. Є.— К.:, Муз. Україна, 1987.— 56 с. з мал. URL: https://www.worldcat.org/title/iurii-kyporenko-domanskyi/oclc/317619632 [Архівовано 3 червня 2021 у Wayback Machine.]
5. Иван Сергеевич Паторжинский / ред.-сост. Елена Андреевна Грошева ; вступ. ст. Андрій Якович Штогаренко. — М: Советский композитор, 1976. — 263 с.: фот. — (Деятели музыкального театра). — Содерж. : Жизнь и творчество. Воспоминания. Справочные материалы. Оперный репертуар И. С. Паторжинского. Составитель К. Милославский С.243—245. Литература о И. С. Паторжинском. Составитель К. Милославский. С.257—263. URL : http://pator.at.ua/_ld/0/19___.pdf [Архівовано 2 червня 2021 у Wayback Machine.] (російською)
6. Милославський К. Очима глядача: [опера М. В. Лисенка «Тарас Бульба»] / К. Милославський // Вечір. Харків. — 1969. —19 лют.URL : http://gogolikharkivshchyna.blogspot.com/p/blog-page_7.html [Архівовано 3 червня 2021 у Wayback Machine.]
7. Івановський, П. Чародей дивных песен / П. Івановський, К. Милославський // Крас. знамя. —1968.— 20 сент. СЕМЬЯ АЛЧЕВСКИХ Биобиблиографический указатель.Составитель: Бахмет Татьяна Борисовна [20](російською).Посилання 438.URL :http://mtlib.org.ua/ukazateli/34-semya-alchevskikh.html [Архівовано 28 жовтня 2020 у Wayback Machine.]
8. Милославський, К. Іван Алчевський — співак-громадянин / К. Милославський // Веч. Харків. —1969. —28 берез. СЕМЬЯ АЛЧЕВСКИХ Биобиблиографический указатель.Составитель: Бахмет Татьяна Борисовна [20](російською).Посилання 443.URL :http://mtlib.org.ua/ukazateli/34-semya-alchevskikh.html [Архівовано 28 жовтня 2020 у Wayback Machine.]
9. Івановський, П. Іван Алчевський / П. Івановський, К. Милославський // Культура і життя.— 1970.— 23 лип. СЕМЬЯ АЛЧЕВСКИХ Биобиблиографический указатель.Составитель: Бахмет Татьяна Борисовна [20](російською).Посилання 446.URL :http://mtlib.org.ua/ukazateli/34-semya-alchevskikh.html [Архівовано 28 жовтня 2020 у Wayback Machine.]